# Das Blut der anderen (Roman)
Das Blut der anderen (frz. Le Sang des autres) ist ein Roman von Simone de Beauvoir, der 1945 beim Pariser Verlag Éditions Gallimard und auf Deutsch 1963 in der Übertragung durch Klaudia Rheinhold erschienen ist. Der Roman begleitet die Leben einiger Pariser vor und während des Zweiten Weltkriegs.

## Film
1984 erschien die Filmadaption des Romans mit dem gleichnamigen Titel Das Blut der Anderen. Regie führte Claude Chabrol.